# Achatodes metaleuca
Achatodes metaleuca là một loài bướm đêm trong họ Noctuidae.